# Phonesthème
Un phonesthème diffère d'un morphème car il ne remplit pas le critère normal de compositionnalité.
D'après la « théorie des signes » de Charles Sanders Peirce, le phonesthème doit être considéré comme une « icône » au sens d'« élément sémiotique » plutôt que comme un « symbole » ou un « index ».

## Identification
Les phonesthèmes sont d'un grand intérêt pour les chercheurs qui se penchent sur la structure interne des mots parce qu'ils  semblent être un cas où la structure interne du mot n'est pas compositionnelle ; c'est-à-dire qu'un mot contenant un phonesthème a en lui un son qui n'est pas lui-même un morphème.
Par exemple, le phonesthème gl- apparaît dans un grand nombre de mots ayant un rapport avec la lumière ou la vision, comme glitter (briller), glisten (briller), glow (lueur), gleam (luire), glare (éblouir), glint (lueur), etc. ; cependant, malgré cela, l'autre partie de chaque mot n'est pas en lui-même un phonesthème (c'est-à-dire une association entre un son et une signification) ; par exemple -isten, -ow, et -eam ne contribuent pas aux sens de glisten, glow, et gleam. Il y a trois  manières principales grâce auxquelles on peut identifier empiriquement les phonesthèmes.

### L'étude des textes
On doit commencer par l'étude d'une base de textes, dans lesquelles les mots d'une langue sont soumis à une analyse statistique, et où les associations particulières entre les sons et les significations, ce qu'on appelle donc des phonestèmes, apparaissent et constituent une distribution statistique insoupçonnée que celle-ci soit dans les glossaires ou non.
Une base de textes peut informer un chercheur sur l'état du glossaire au moment même, ce qui est une première étape cruciale, mais extrêmement peu informative quand on en vient aux questions sur pourquoi et comment les phonesthèmes sont présents dans le cerveau des utilisateurs de la langue.

### L'étude des schémas récurrents dans les néologismes
Le deuxième type d'approche utilise la tendance des phonesthèmes à participer à la création et à l'interprétation de néologismes. De nombreuses études ont montré que, quand on demande d'inventer ou d'interpréter de nouveaux mots, les gens ont tendance à suivre des schémas prévisibles au regard des phonesthèmes dans leur langue. Cette approche démontre la vitalité des schémas des phonesthèmes, mais n'apporte encore aucun indice sur la façon ils sont représentés dans l'esprit des interlocuteurs.

### Étude des schémas des processus linguistiques
L'indication finale utilise les méthodes des psycholinguistes pour étudier exactement comment les phonesthèmes participent au processus d'évolution de la langue. Une de ces méthodes est l'amorçage phonesthémique, qui est comparable à l'amorçage morphologique et qui démontre que les gens se représentent les phonesthèmes largement comme ils se représentent les morphèmes ceci en dépit du fait que les phonesthèmes ne sont pas compositionnels.
Les débats concernant les phonesthèmes sont souvent regroupés avec d'autres phénomènes dans la rubrique du symbolisme phonétique.

## Répartition géographique et dans les mots
On a étudié et repéré des phonestèmes dans de nombreuses langues de diverses familles linguistiques, parmi lesquelles l'anglais, le suédois et d'autres langues indo-européennes ainsi que le japonais qui est une langue isolée et des langues austronésiennes. On notera que le français ne semble pas concerné par les phonesthèmes.[réf. nécessaire]
Bien que les phonesthèmes aient principalement été identifiés au début de mots et de syllabes, ils peuvent aussi être situés ailleurs dans les mots. On a discuté à propos de syllabes comme -ash et -ack en anglais qui fonctionneraient comme des phonesthèmes du fait de leur présence dans des mots qui dénotent de l'énergie ou un contact destructeur (smash (fracasser), crash (percuter), bash (cogner), etc.) et respectivement  un contact brusque (smack (frapper), whack (frapper à grands coups), crack (craquer), etc.).
En plus de cette répartition des phonesthèmes, des linguistes réfléchissent à leur « ressort cachés ». Dans certains cas, il pourrait y avoir une sonorité symbolique favorable ce qui aurait abouti à leur forme. Dans le cas du phonesthème de fin de mot en anglais -ack, par exemple, on peut imaginer que les mots partageant cette fin le font parce qu'ils évoquent des événements qui produisent un son ressemblant à ack. Mais d'un point de vue critique, on trouve beaucoup de phonesthèmes pour lesquels il ne peut pas y avoir de relation symbolique à un son ; par exemple le phonesthème gl- en anglais qui apparaît dans des mots relatifs à la lumière ou à la vision (C.f. supra) qui ne renvoie à aucun son.

## Exemples
Autres exemples de phonesthèmes en anglais.
- "sn-", relié à des mots reliés à la bouche ou au nez comme : "snarl" (grogner), "snout" (museau), "snicker" (ricaner), "snack" (grignoter), "sneeze" (éternuer), etc.
- "sl-", qui apparaît dans des mots évoquant des mouvements sans frottement comme : "slide" (glisser), "slick" (glissant), "sled (USA)" ou "sledge (GB)" (luge)  etc.
- qui ne sont eux-mêmes qu'un sous-ensemble d'un grand groupe de mots commençant par "sl-" qui sont eux-mêmes péjoratifs concernant les comportements, les traits d'une personne ou des événements : "slack" (négligé), "slouch" (avachi), "sludge" (gadoue), "slime" (substance gluante, bave), "slosh" (patauger), "slash" (balafre), "sloppy" (négligé), "slug" (limace), "sluggard" (feignasse), "slattern" (souillon), "slut" (salope), "slang" (argot), "sly" (sournois), "slither" (ramper), "slow" (lent), "sloth" (paresse), "sleepy" (fatigué), "sleet" (grésil), "slip" (glisser), "slipshod" (bâclé), "slope" (pente), "slit" (chatte  au sens vulgaire), "slay" (tuer), "sleek" (lisse), "slant" (pente), " slovenly" (souillon), "slab" (motte), "slap" (baffe), "slough" (bourbier), "slum" (taudis), "slump" (s'avachir), "slobber" (bave), "slaver" (baver), "slur" (bredouiller), "slog" (corvée), "slate" (insulte en argot).
- "st-" qui apparaît dans 3 familles de significations[4]
  - un ensemble de mots se rapportant à la stabilité :
    - Des mots transparents ou semi-transparents pour les francophones comme : "stability", "stable", "station", "stationery", "statue", "status", "stator", "stature", "static", "statistic", "stadium", "standart", " etc.
    - Et d’autres mots comme : "stand" (se tenir debout), , "stage" (scène de théâtre), "stake" (pieu, piquet), "stare" (regarder fixement), "stall" (étal, caler [pour un moteur]), "stay" (rester), "state" (état), "stablish" (archaïque pour establish, établir), "stet" (à conserver), "stasis" (immobilisme), "stance" (position), "stanchion" (poteau, étai), "staid" (guindé), "steady" (stable), "stoll" (tabouret), "still" (immobile), "store" (magasin), "steadfast" (ferme, inébranlable), etc.

  - un ensemble de mots renvoyant à l'idée de force, de rigidité :
    - "stout" (trapu), "steel" (acier), "staff" (bâton de marche, état major), "stave" (cane de marche), "staple" (agrafe), "steadfast" (ferme, inébranlable), etc.

  - une autre renvoyant à l'idée de pointu, pénétrant : "stab" (poignard), "Stylet", "stiletto" (talon aiguille), "stylo", "sting" (dard, piquer), "stitch" (point de couture ou suture), etc.

## Substitution de voyelles dans les phonesthèmes
Ce genre d'alternance de voyelles se trouvent dans des paires de mots dupliqués comme "pitter-patter" (bruits de petits pas), "tip-top" (en excellente forme) ou " tip-tap" (technique proche des claquettes). La série flip (retourner) : flap (rabat) : flop (tomber) : flub (rater) a les mêmes voyelles que sing (chanter) : sang (chanta) : song (chant) : sung (chanté).
1. "clip" (pince) : "clasp" (fermoir) à comparer à "grip" (prise, poigne) : "grasp" (forte prise)
2. "crash" (percuter) : "crush" (écraser) à comparer à "mash" (purée) : "mush" (bouillie)
3. "crash" (percuter) : "crunch" (écraser) à comparer à "mash" (purée) : "munch" (dévorer)[5]